# 澤村春子
澤村 春子（さわむら はるこ、明治34年（1901年）1月20日 - 平成元年（1989年）は、日本の女優。新字体沢村 春子、のちに稲田 春子（いなだ はるこ）と改名した。

## 来歴
1901年（明治34年）1月20日、北海道礼文郡の礼文島で生まれる。
東京に移り、満19歳となった1920年（大正9年）3月、築地に松竹キネマが設立した松竹キネマ俳優学校に入学、第1期生となる。校長の小山内薫に薫陶を受けた同期生は36人、伊藤大輔、鈴木伝明、岡田宗太郎、奈良真養らである。同年6月、府下荏原郡（現在の東京都大田区）に松竹蒲田撮影所が開かれ、小山内らが撮影所で製作を開始する。同年10月、方針の都合で決裂、小山内は本郷区春木町（現在の文京区本郷3丁目）に松竹キネマ研究所を設立、半年のカリキュラムを終えた、沢村ら俳優学校の1期生たちが同研究所に入所した。沢村は、1921年（大正10年）に同研究所が製作、村田実が監督した『路上の霊魂』に出演して、映画女優としてデビューした。同年8月の同研究所の解散以降は、松竹蒲田撮影所に在籍した。
1923年（大正12年）、日活向島撮影所に移籍し、同年3月4日公開、溝口健二監督の『青春の夢路』に出演する。同年9月1日の関東大震災で同撮影所は壊滅、京都の日活京都撮影所（日活大将軍撮影所）に異動になる。1924年（大正13年）あたりから現代劇から時代劇へ転向、日活京都最大のスタア・尾上松之助の相手役等を務める。
1934年（昭和9年）、東京郊外の日活多摩川撮影所に異動、再び現代劇に復帰するにあたり、「稲田春子」と改名する。同年、田口哲監督の『銃後に咲く』、翌1935年（昭和10年）、田坂具隆監督の『明治一代女』等に出演する。1937年（昭和12年）公開、熊谷久虎監督の『蒼氓』以降の出演記録はない。
その後の澤村の消息は杳として知られなかったが、近年になり青森県の青森市大字浅虫字で1989年に88歳で亡くなっていたことがわかった。

## 人物・エピソード
秋田美人で表情もたくみで評判も良く、芸熱心な女優だったが普段は方言がひどかった。「お寿司」が「オシシ」、「新聞」が「スンブン」といった具合で、「オシシ」の愛称で呼ばれた。まだ無声映画の時代でインタビューもファンとの接触も少なかったので、映画俳優には澤村のような訛りの強い人たちが多く集まったのである。

## おもなフィルモグラフィ
- 『路上の霊魂』 : 監督村田実、松竹キネマ研究所 / 松竹キネマ、1921年
- 『山暮るゝ』 : 監督牛原虚彦、松竹キネマ研究所 / 松竹キネマ、1921年
- 『青春の夢路』 : 監督溝口健二、日活向島撮影所、1923年
- 『心を見つめて』 : 監督細山喜代松、日活京都撮影所、1923年
- 『フラフラ豪傑』 : 監督池田富保、日活太秦撮影所、1926年
- 『照る日くもる日 第一篇』 : 監督高橋寿康、日活大将軍撮影所、1926年
- 『照る日くもる日 第二篇』 : 監督高橋寿康、日活大将軍撮影所、1927年
- 『照る日くもる日 第三篇』 : 監督高橋寿康、日活大将軍撮影所、1927年
- 『忠次旅日記 甲州殺陣篇』 : 監督伊藤大輔、日活大将軍撮影所、1927年
- 『照る日くもる日 第四篇』 : 監督高橋寿康、日活大将軍撮影所、1927年
- 『照る日くもる日 最終篇』 : 監督高橋寿康、日活大将軍撮影所、1927年
- 『建国史 尊王攘夷』 : 監督池田富保、日活太秦撮影所、1927年
- 『下郎』 : 監督伊藤大輔、日活大将軍撮影所、1927年
- 『競艶恋合戦』 : 監督渡辺邦男、日活太秦撮影所、1926年
- 『銃後に咲く』 : 監督田口哲、日活多摩川撮影所、1934年
- 『明治一代女』 : 監督田坂具隆、原作・脚本川口松太郎、日活・入江プロダクション、1935年
- 『蒼氓』 : 監督熊谷久虎、原作石川達三、日活多摩川撮影所、1937年

## 註
1. 1 2 3 4 5  『日本映画監督全集』、キネマ旬報社、1976年、p.100（「小山内薫」の項、執筆飯田心美）。
2. 1 2 3 4 5  『昭和4年度「日本俳優名鑑」映画俳優の部』、「芝居とキネマ」昭和4年1月号新春付録、1929年1月、「澤村春子」の項。
3. 1 2 3 4 5  稲田春子・沢村春子、日本映画データベース、2010年2月23日閲覧。
4. ↑  東奥日報　2011/3/7付　女優・沢村春子さんの生涯舞台化
5. ↑  『ひげとちょんまげ』（稲垣浩、毎日新聞社刊）